# Astylosternus schioetzi
Astylosternus schioetzi är en groddjursart som beskrevs av Jean-Louis Amiet 1978. Astylosternus schioetzi ingår i släktet Astylosternus och familjen Arthroleptidae. IUCN kategoriserar arten globalt som starkt hotad. Inga underarter finns listade.